# Berberski kalendar
Berberski kalendar je kalendar koji koriste Berberi u sjevernoj Africi. U Arapa je ovaj kalendar poznat i kao "felaški" (فلاحي fellāḥī "poljoprivredni"), jer se koristi za reguliranje sezonskih poljoprivrednih poslova, ili "adžamijski" (عجمي ajamī "nearapski").
Berberski kalendar je u biti julijanski kalendar s imenima mjeseci izgovorenim na berberski način. Sjeverna Afrika je bila u sklopu Rimskog Carstva u doba kada je taj kalendar usvojen, a bila je i dio Istočnog Rimskog Carstva do 7. – 8. stoljeća. 

## Mjeseci
Pošto u 20. i 21. stoljeću julijanski kalendar kasni za gregorijanskim 13 dana, počeci svih mjeseci su četrnaestog po gregorijanskom: prosinac (jember, /džember/) počinje 14. prosinca itd. Mjeseci su dati po godišnjim dobima:
- Tagrest: Zima

1. Jember (prosinac)
2. Yennayer (siječanj)
3. Furar (veljača)

- Tafsut: Proljeće

1. Meghres (ožujak)
2. Ibrir (travanj)
3. Mayyu (svibanj)

- Iwilen: Ljeto

1. Yunyu (lipanj)
2. Yulyu (srpanj)
3. Ghust ili Awussu (kolovoz)

- Amewan: Jesen

1. Shtember (rujan)
2. Tuber (listopad)
3. Wamber (studeni)

## Nova godina
Jenajer 1. (ili jednostavno "Jenajer"), 14. siječnja, se slavi kao berberska Nova godina. Berberističke skupine je od 1968. iznova slave, a obilježavaju je i Berberi koji inače ne slijede ovaj kalendar. Neki alžirski Berberi slave Jenajer 12. siječnja umjesto 14.

## Era
Pariška berberistička skupina Académie berbère (odgovorna i za neo-tifinaški alfabet) uvela je kalendarsku eru za berberski kalendar vezanu za godinu ustoličenja egipatskog faraona Šošenka I. (biblijski Šišak), kojeg su identificirali kao prvog istaknutog Berbera u povijesti (zabilježeno je da je bio libijskog podrijetla). Akademija je nultu godinu postavila na 950. pr. Kr. (uobičajena procjena godine Šošenkovog ustoličenja), što omogućuje zgodnu konverziju godina kršćanske ere zbrajanjem s 950: 2025. kršćanske ere je 2975. po ovom sustavu.